# Губернатор Челябинской области

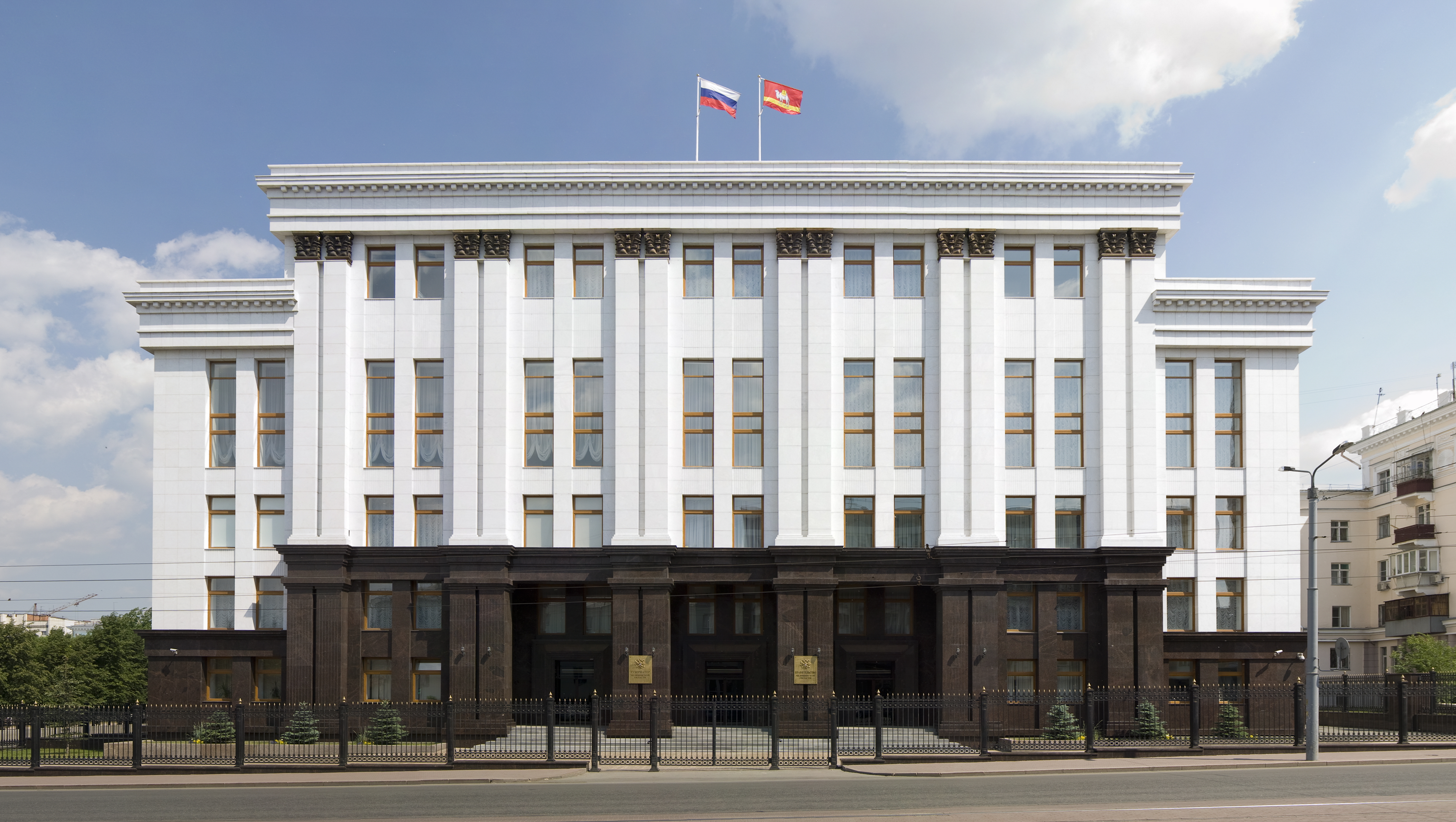
Резиденция
губернатора и правительства Челябинской области

Губерна́тор Челябинской о́бласти — высшее должностное лицо Челябинской области. Возглавляет высший исполнительный орган государственной власти Челябинской области — правительство Челябинской области.

## Порядок избрания и полномочия
Порядок наделения полномочиями губернатора Челябинской области устанавливается Федеральным законом от 21.12.2021 N 414-ФЗ «Об общих принципах организации публичной власти в субъектах Российской Федерации» и Уставом (основным законом) Челябинской области. Губернатор Челябинской области осуществляет полномочия, которые на него возложены высшим нормативным правовым актом Российской Федерации — Конституцией России. Также губернатор Челябинской области представляет Челябинскую область во взаимоотношениях с Правительством Российской Федерации и Президентом Российской Федерации. Губернатор Челябинской области избирается в результате прямого волеизъявления населения Челябинской области — выборов. Последние выборы губернатора Челябинской области состоялись в единый день голосования, 8 сентября 2024 года. Победу одержал действующий губернатор Челябинской области А. Л. Текслер.

## Список губернаторов
- Соловьёв, Вадим Павлович (21 октября 1991 — 5 января 1997).
- Сумин, Пётр Иванович (5 января 1997 — 22 апреля 2010).
- Юревич, Михаил Валериевич (22 апреля 2010 — 15 января 2014).
- Дубровский, Борис Александрович (15 января 2014 — 19 марта 2019).
- Текслер, Алексей Леонидович (19 марта 2019 — н. в.).